# Lijst van grote Australische steden
De grootste stedelijke gebieden in Australië zijn (volkstelling van 8 augustus 2021):
| Rang | Grootstedelijk gebied | Inwoners  | Administratieve eenheid |
| ---- | --------------------- | --------- | ----------------------- |
| 1.   | Sydney                | 5.231.147 | New South Wales         |
| 2.   | Melbourne             | 4.917.750 | Victoria                |
| 3.   | Brisbane              | 2.526.238 | Queensland              |
| 4.   | Perth                 | 2.116.647 | West-Australia          |
| 5.   | Adelaide              | 1.387.290 | Zuid-Australia          |

## Lijst van grote steden in Australië

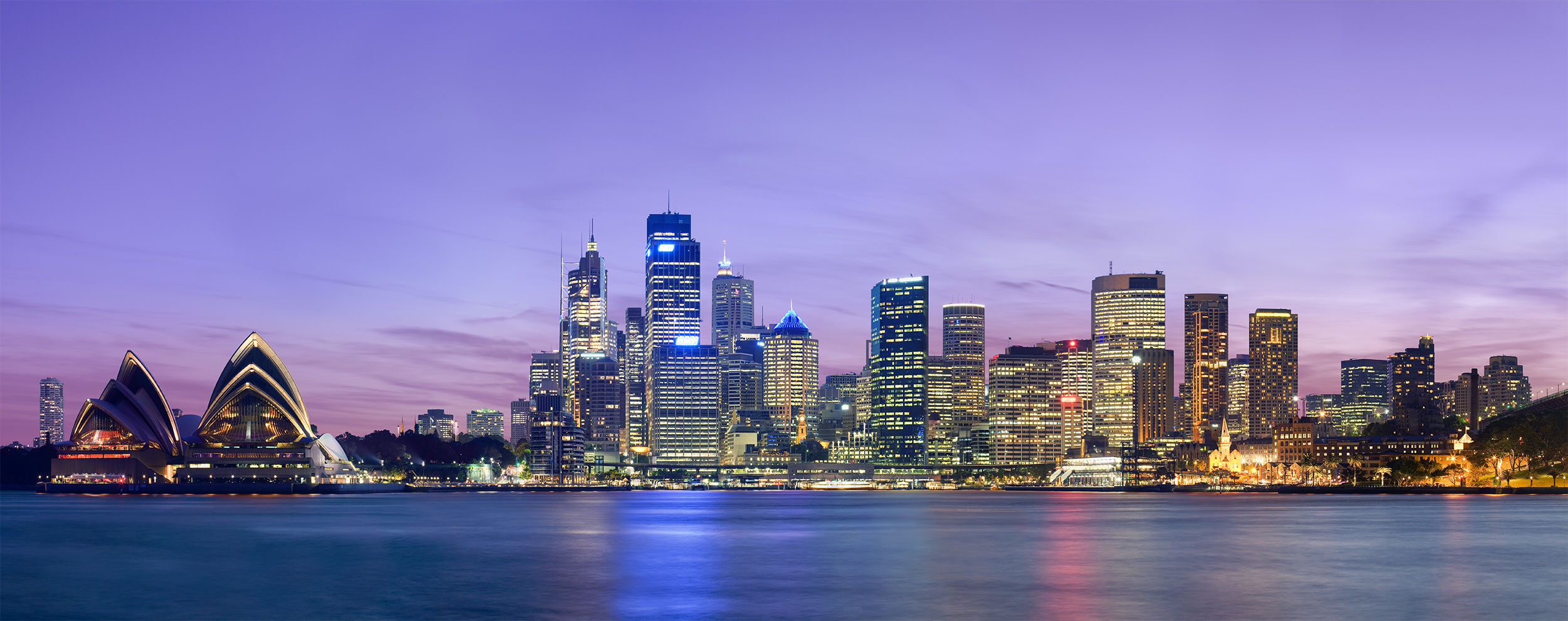
1 - Sydney

Australië kent vijf steden met meer dan een miljoen inwoners: Sydney, Melbourne, Brisbane, Perth en Adelaide. De meeste grote steden in Australië liggen aan de kust. De volgende tabel toont de stedelijke nederzettingen met meer dan 30.000 inwoners en hun aandeel in de totale bevolking van Australië.

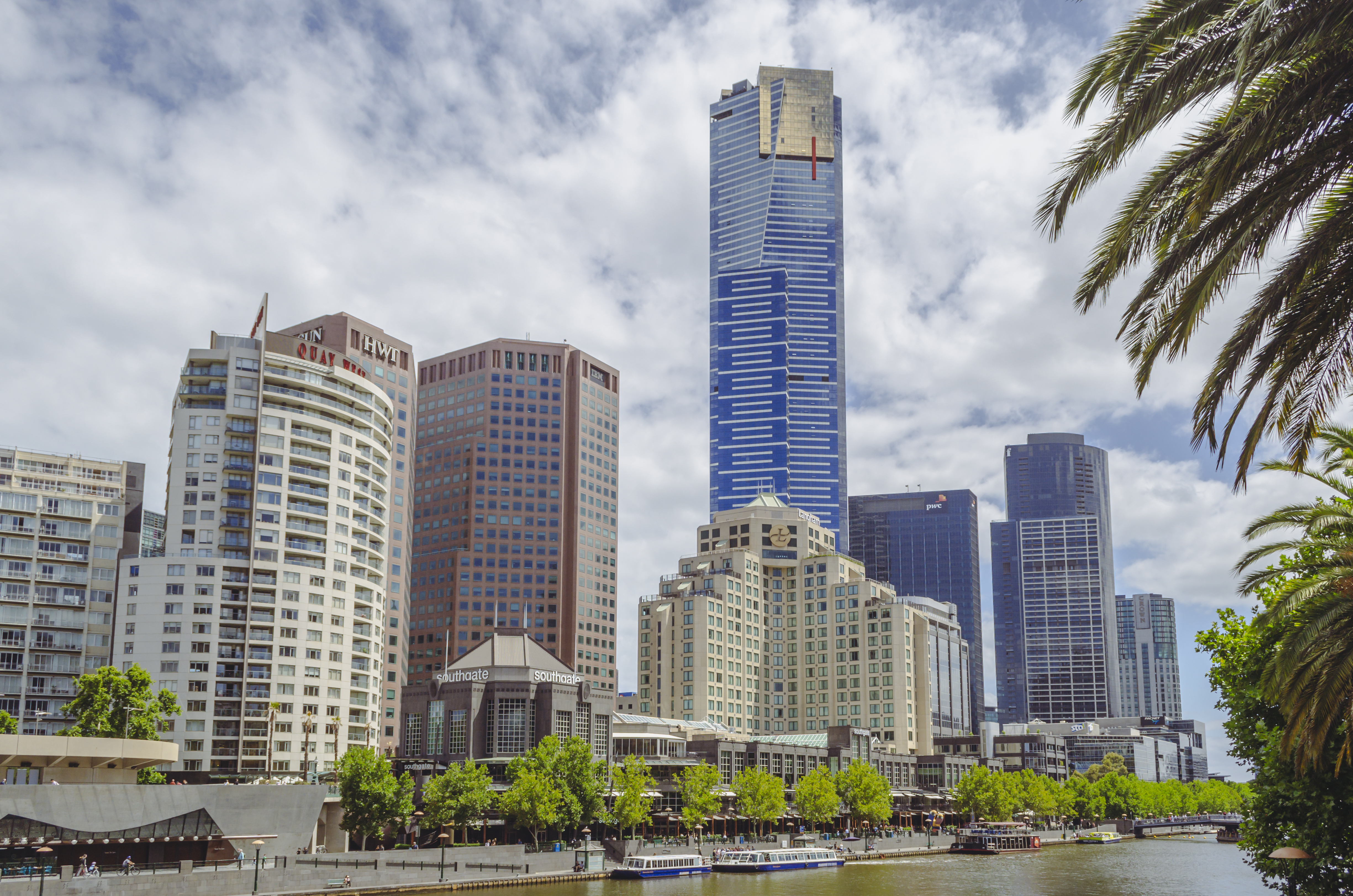
2 - Melbourne

Ook staat de administratieve eenheid van hoger niveau vermeld (staat, federaal territorium, federaal district) waartoe de stad behoort. De bevolkingscijfers hebben betrekking op de betreffende stedelijke nederzetting - het geografische stedelijke gebied (Urban Centre) volgens de definitie van het Australische bureau voor de statistiek - niet op de stad of gemeente in politieke zin.

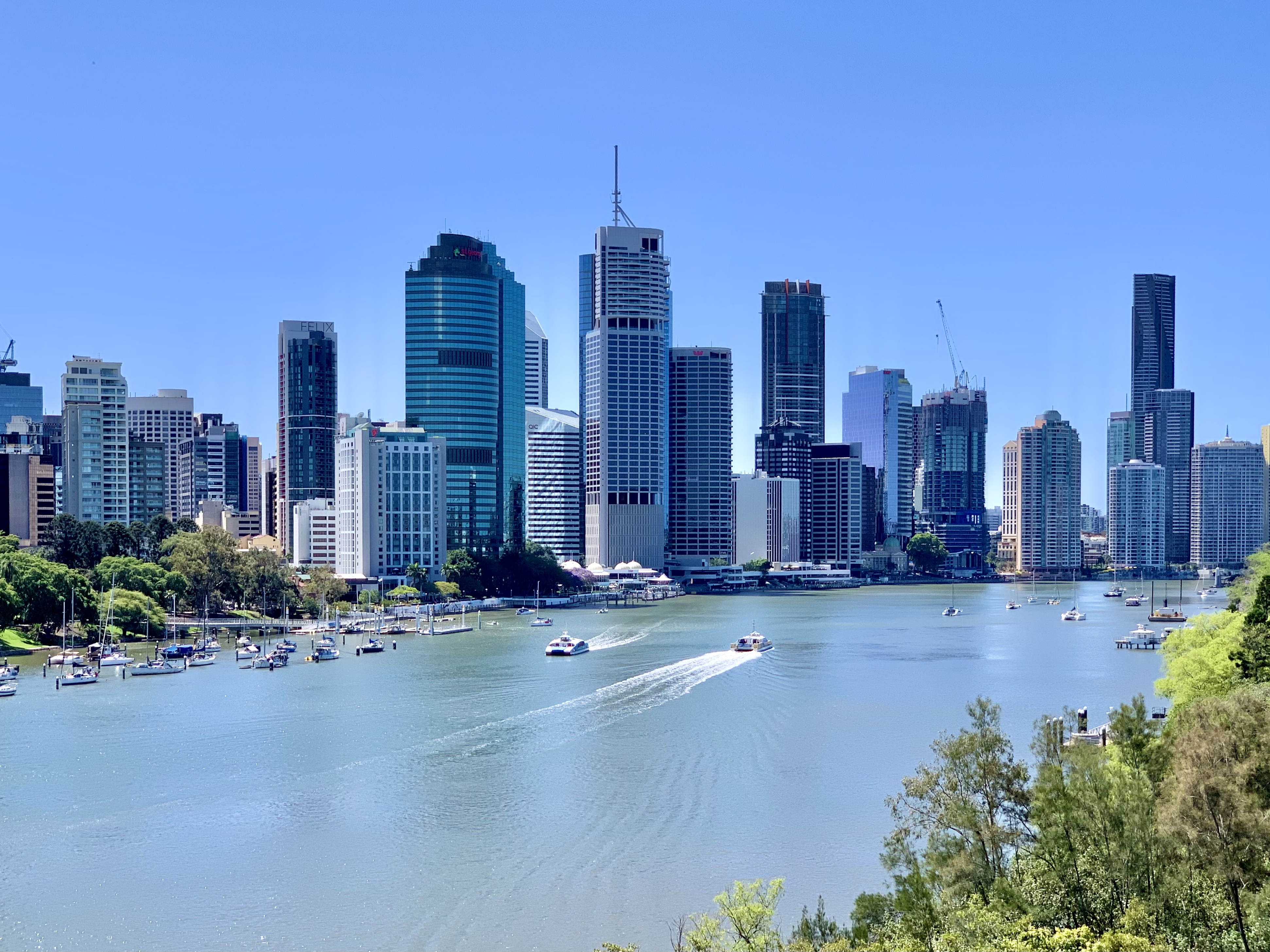
3 - Brisbane

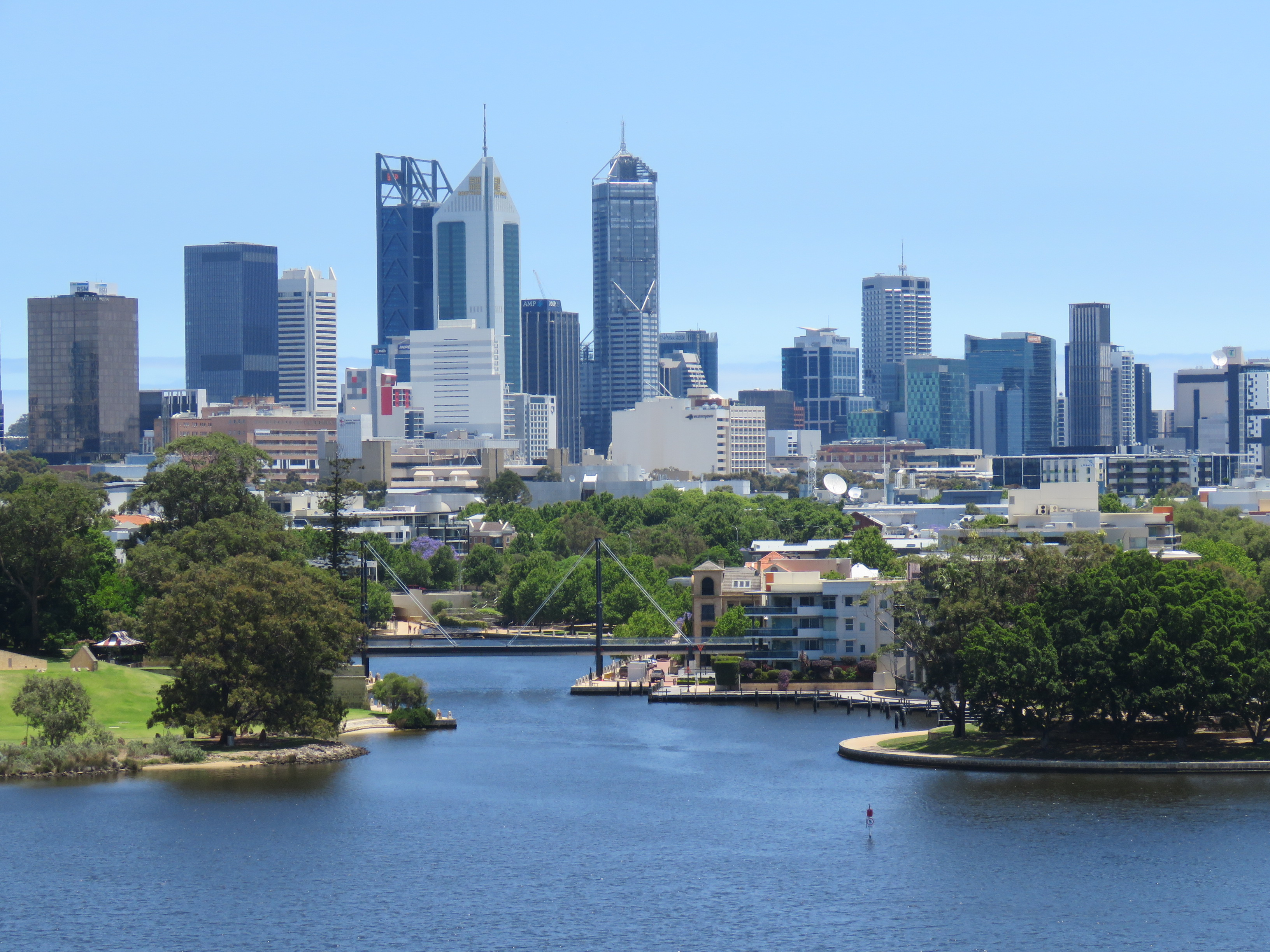
4 - Perth

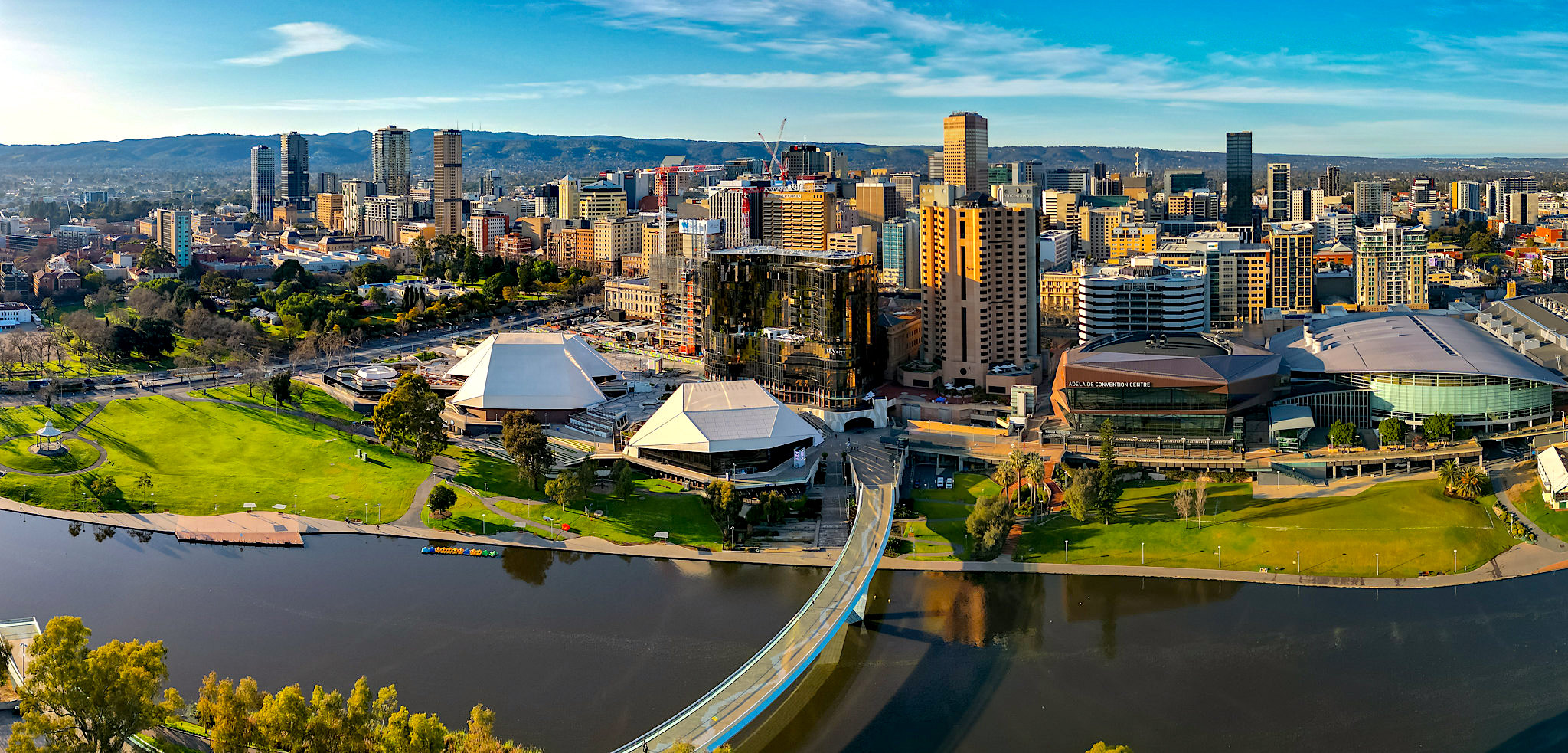
5 - Adelaide

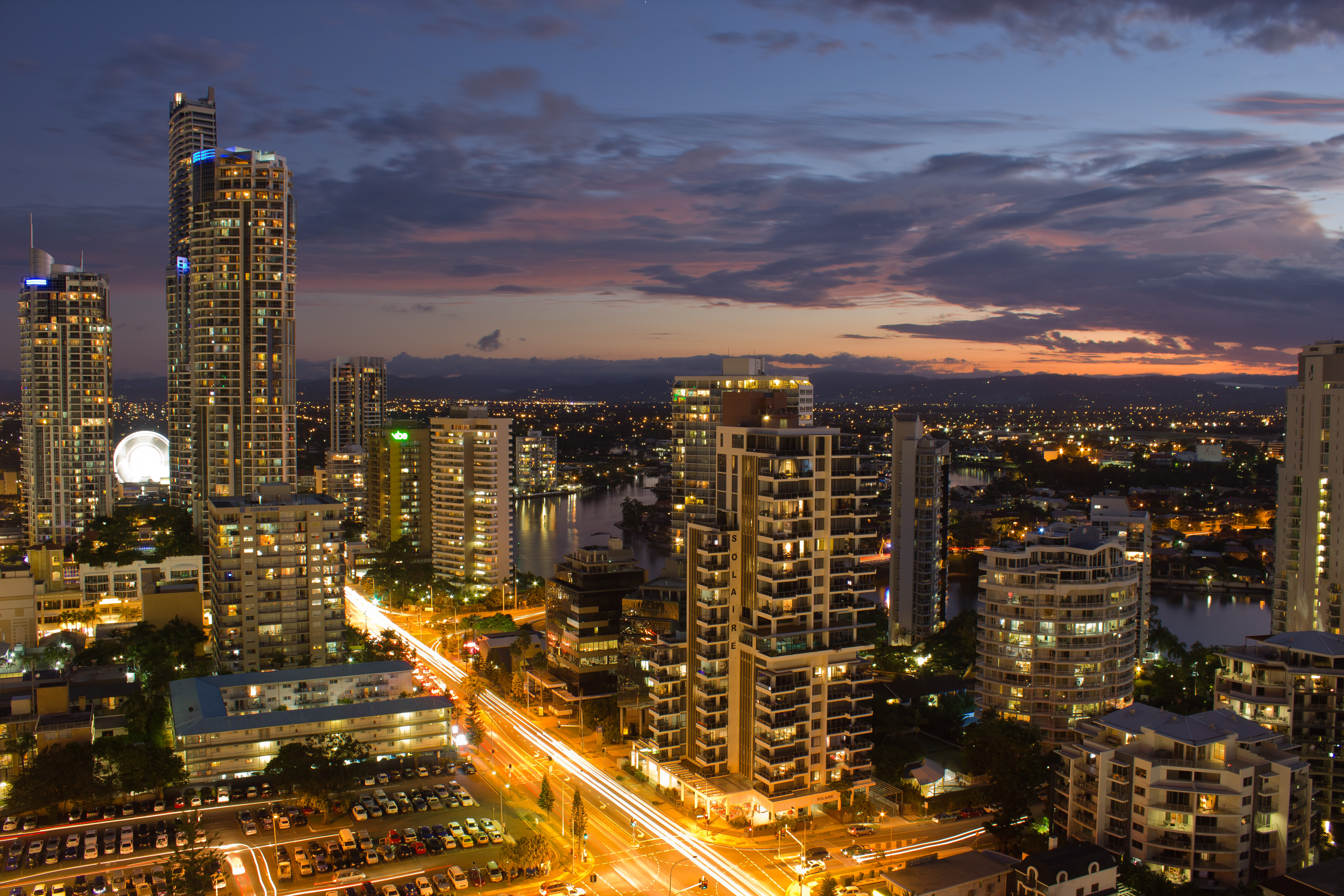
6 - Gold Coast

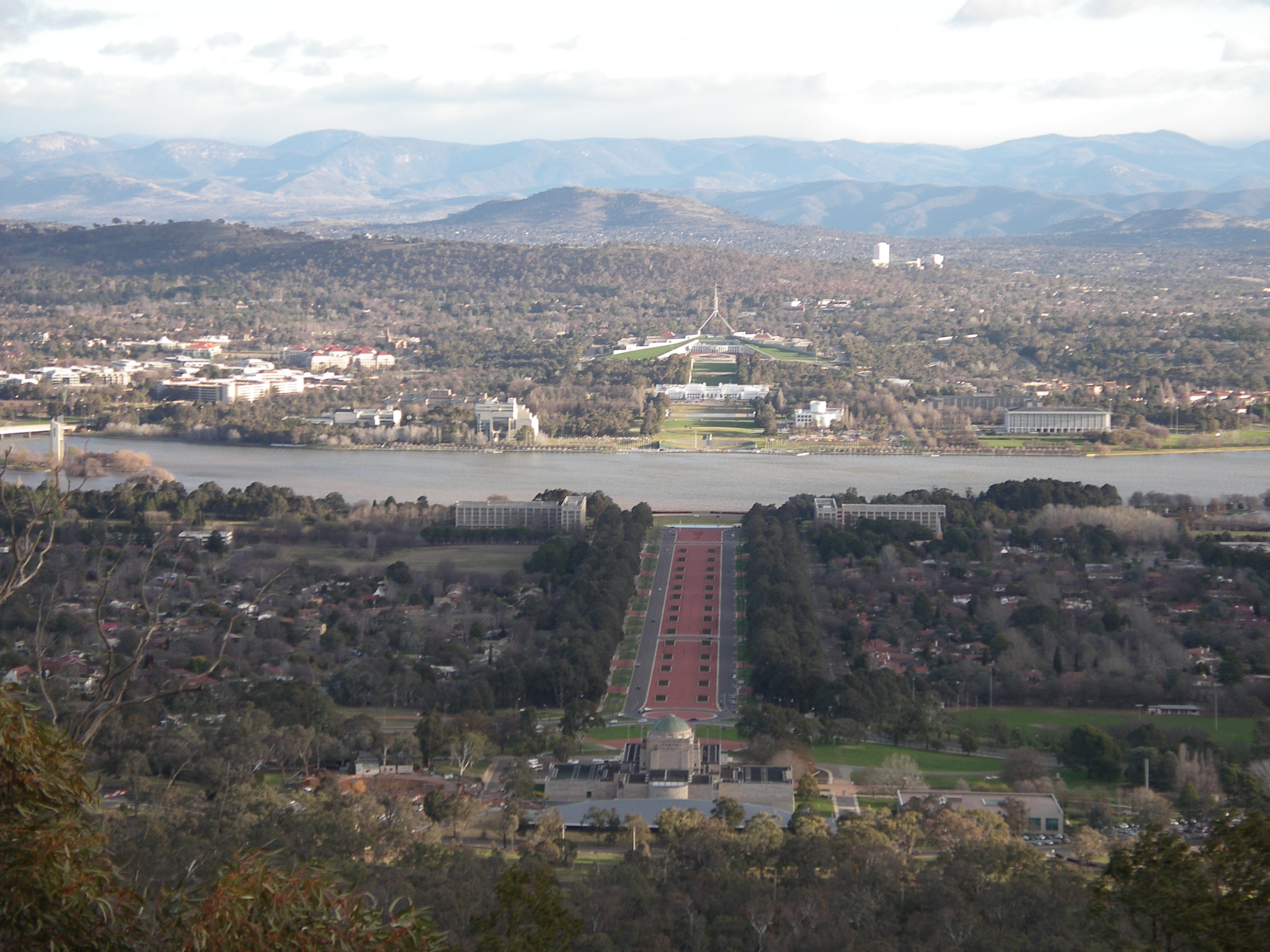
7 - Canberra

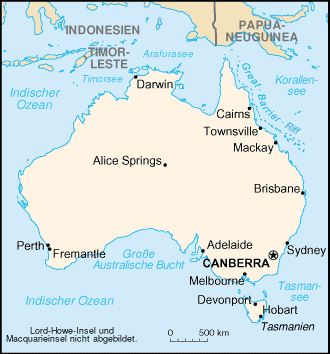
Kaart van Australië

vet = hoofdsteden
| Rang | Stad/Gemeente            | Deelstaat                    | Augustus 2021 | Procent |
| ---- | ------------------------ | ---------------------------- | ------------- | ------- |
| 1.   | Sydney                   | New South Wales              | 4.698.656     | 18,48 % |
| 2.   | Melbourne                | Victoria                     | 4.585.537     | 18,04 % |
| 3.   | Brisbane                 | Queensland                   | 2.287.896     | 9,00 %  |
| 4.   | Perth                    | Western Australia            | 2.043.762     | 8,04 %  |
| 5.   | Adelaide                 | South Australia              | 1.245.011     | 4,90 %  |
| 6.   | Gold Coast               | Queensland                   | 671.386       | 2,64 %  |
| 7.   | Canberra                 | Australian Capital Territory | 490.181       | 1,93 %  |
| 8.   | Newcastle                | New South Wales              | 348.539       | 1,37 %  |
| 9.   | Central Coast            | New South Wales              | 325.255       | 1,28 %  |
| 10.  | Sunshine Coast           | Queensland                   | 284.131       | 1,12 %  |
| 11.  | Wollongong               | New South Wales              | 280.153       | 1,10 %  |
| 12.  | Hobart                   | Tasmanië                     | 197.451       | 0,78 %  |
| 13.  | Geelong                  | Victoria                     | 180.239       | 0,71 %  |
| 14.  | Townsville               | Queensland                   | 173.724       | 0,68 %  |
| 15.  | Cairns                   | Queensland                   | 153.181       | 0,60 %  |
| 16.  | Darwin                   | Northern Territory           | 122.207       | 0,48 %  |
| 17.  | Toowoomba                | Queensland                   | 108.398       | 0,43 %  |
| 18.  | Ballarat                 | Victoria                     | 105.348       | 0,41 %  |
| 19.  | Bendigo                  | Victoria                     | 100.649       | 0,40 %  |
| 20.  | Albury – Wodonga         | New South Wales / Victoria   | 91.516        | 0,36 %  |
| 21.  | Maitland                 | New South Wales              | 89.597        | 0,35 %  |
| 22.  | Launceston               | Tasmanië                     | 80.943        | 0,32 %  |
| 23.  | Mackay                   | Queensland                   | 80.455        | 0,32 %  |
| 24.  | Melton                   | Victoria                     | 76.346        | 0,30 %  |
| 25.  | Bunbury                  | Western Australia            | 75.196        | 0,30 %  |
| 26.  | Rockhampton              | Queensland                   | 63.151        | 0,25 %  |
| 27.  | Hervey Bay               | Queensland                   | 57.722        | 0,23 %  |
| 28.  | Bundaberg                | Queensland                   | 52.370        | 0,21 %  |
| 29.  | Coffs Harbour            | New South Wales              | 51.069        | 0,20 %  |
| 30.  | Shepparton – Mooroopna   | Victoria                     | 49.862        | 0,20 %  |
| 31.  | Wagga Wagga              | New South Wales              | 49.686        | 0,20 %  |
| 32.  | Port Macquarie           | New South Wales              | 47.793        | 0,19 %  |
| 33.  | Orange                   | New South Wales              | 40.127        | 0,16 %  |
| 34.  | Dubbo                    | New South Wales              | 38.783        | 0,15 %  |
| 35.  | Mildura – Wentworth      | Victoria/ New South Wales    | 38.052        | 0,15 %  |
| 36.  | Sunbury                  | Victoria                     | 38.010        | 0,15 %  |
| 37.  | Bathurst                 | New South Wales              | 36.230        | 0,14 %  |
| 38.  | Tamworth                 | New South Wales              | 35.415        | 0,14 %  |
| 39.  | Gladstone – Tannum Sands | Queensland                   | 34.703        | 0,14 %  |
| 40.  | Nowra – Bomaderry        | New South Wales              | 33.583        | 0,13 %  |
| 41.  | Warrnambool              | Victoria                     | 32.894        | 0,13 %  |
| 42.  | Geraldton                | Western Australia            | 32.717        | 0,13 %  |
| 43.  | Albany                   | Western Australia            | 31.128        | 0,12 %  |
| 44.  | Katoomba – Hazelbrook    | New South Wales              | 30.049        | 0,12 %  |

Bron: Citypopulation

## Lijst van grote steden in Australië (voorgaande jaren)
Hieronder volgt een lijst van grote steden in Australië met meer dan 40.000 inwoners in 1991, 1996, 2001 en 2006. 
(VT=Volkstelling)
| Rang | Stad        | VT 1991   | VT 1996   | VT 2001   | VT 2006   | Deelstaat                    |
| ---- | ----------- | --------- | --------- | --------- | --------- | ---------------------------- |
| 1.   | Sydney      | 3.097.956 | 3.276.207 | 3.502.301 | 3.641.422 | New South Wales              |
| 2.   | Melbourne   | 2.761.995 | 2.865.329 | 3.160.171 | 3.371.888 | Victoria                     |
| 3.   | Brisbane    | 1.145.537 | 1.291.117 | 1.508.161 | 1.676.389 | Queensland                   |
| 4.   | Perth       | 1.018.702 | 1.096.829 | 1.176.542 | 1.256.035 | Western Australia            |
| 5.   | Adelaide    | 957.480   | 978.100   | 1.002.127 | 1.040.719 | South Australia              |
| 6.   | Gold Coast  | 256.275   | 311.932   | 421.557   | 454.436   | Queensland                   |
| 7.   | Canberra    | 276.162   | 299.243   | 311.947   | 356.120   | Australian Capital Territory |
| 8.   | Newcastle   | 262.331   | 270.324   | 279.975   | 288.732   | New South Wales              |
| 9.   | Gosford     | 197.128   | 227.657   | 255.429   | 282.726   | New South Wales              |
| 10.  | Wollongong  | 211.417   | 219.761   | 228.846   | 234.482   | New South Wales              |
| 11.  | Caloundra   | 126.142   | 174.088   | 169.931   | 184.662   | Queensland                   |
| 12.  | Geelong     | 126.306   | 125.382   | 130.194   | 137.220   | Victoria                     |
| 13.  | Townsville  | 101.398   | 109.914   | 126.618   | 128.808   | Queensland                   |
| 14.  | Hobart      | 127.134   | 126.118   | 126.048   | 128.557   | Tasmanië                     |
| 15.  | Cairns      | 64.463    | 92.273    | 98.981    | 98.349    | Queensland                   |
| 16.  | Toowoomba   | 75.990    | 83.350    | 89.338    | 95.265    | Queensland                   |
| 17.  | Ballarat    | 64.980    | 64.831    | 72.999    | 78.221    | Victoria                     |
| 18.  | Bendigo     | 57.427    | 59.936    | 68.715    | 76.051    | Victoria                     |
| 19.  | Albury      | 63.614    | 67.316    | 69.880    | 73.497    | New South Wales              |
| 20.  | Launceston  | 66.747    | 67.701    | 68.443    | 71.395    | Tasmanië                     |
| 21.  | Mandurah    | 23.343    | 35.945    | 46.697    | 67.813    | Western Australia            |
| 22.  | Rockingham  | 36.700    | 49.917    | 60.767    | 67.520    | Western Australia            |
| 23.  | Mackay      | 40.250    | 44.880    | 57.649    | 66.874    | Queensland                   |
| 24.  | Darwin      | 67.946    | 70.251    | 71.347    | 66.291    | Northern Territory           |
| 25.  | Maitland    | 45.209    | 50.108    | 53.470    | 61.431    | New South Wales              |
| 26.  | Rockhampton | 55.768    | 57.770    | 59.475    | 60.827    | Queensland                   |
| 27.  | Bunbury     | 24.003    | 24.945    | 45.299    | 54.482    | Western Australia            |
| 28.  | Bundaberg   | 38.074    | 41.025    | 44.556    | 46.961    | Queensland                   |
| 29.  | Wagga Wagga | 40.875    | 42.848    | 44.451    | 46.735    | New South Wales              |
| 30.  | Hervey Bay  | 22.205    | 32.054    | 36.109    | 41.225    | Queensland                   |

## Verstedelijking
Australië heeft een groot gebied en in vergelijking met andere landen is de bevolking klein in verhouding tot zijn omvang. Voor elke vierkante kilometer land zijn er gemiddeld ongeveer drie Australiërs (vergelijkbaar met zowel IJsland als Canada). Maar deze statistiek verbergt het feit dat Australië een sterk verstedelijkt land is, met het grootste deel van de bevolking geconcentreerd in twee ver van elkaar gescheiden kustgebieden. De grootste hiervan is de regio van oost naar zuidoost, de kleinere ligt in het zuidwesten van het continent.
New South Wales is de dichtstbevolkte staat van het land, goed voor bijna een derde van de Australische bevolking in juni 2009. Van alle staten en territoria van Australië groeide de bevolking van Queensland het snelst tussen 1999 en 2009 (met 26%), en de bevolking van West-Australië was de volgende snelste, met een groei van 21%. Tasmanië had de langzaamste bevolkingsgroei.
Van de Federatie tot 1976 is het percentage Australiërs dat in hoofdsteden woont gestaag toegenomen van iets meer dan een derde (36%) tot bijna twee derde (65%). Dit aandeel is sinds 1977 relatief stabiel gebleven op 64%.